# جيمي جونستون
جيمس كونولي جونستون (بالإنجليزية: James Connolly Johnstone)‏، المعروف باسم جيمي جونستون (بالإنجليزية: Jimmy Johnstone)‏ ـ (30 سبتمبر 1944 ـ 13 مارس 2006) هو لاعب كرة قدم اسكتلندي. لمع نجمه في صفوف نادي سلتيك، ومنحه مشجعوا النادي لقب أفضل لاعب في تاريخ النادي في تصويت جرى سنة 2002. أحرز جونستون 129 هدفًا في 515 مباراة خاضها وهو في صفوف سلتيك.

## مع نادي سلتيك
لعب جونستون في صفوف سلتيك 308 مباريات في الدوري الأسكتلندي، أحرز فيها 82 هدفًا، كما خاض 207 مباراة في كأس اسكتلندا، وكأس الرابطة، وفي البطولات الأوروبية، بما مجموعه 515 مباراة.
كان جونستون أحد أعضاء فريق سلتيك الملقب بأُسود لشبونة، وهو الفريق الذي انتزع كأس أبطال أوروبا لنادي سلتيك سنة 1967.

## في أندية أخرى
لعب جونستون لاحقًا في صفوف عدة أندية هي سان هوسيه إيرثكويكس الأمريكي (بالإنجليزية: San Jose Earthquakes)‏ وشيفيلد يونايتد وداندي وإلغين سيتي الأسكتلنديين وشلبورن الأيرلندي.

## مشاركاته الدولية
فاز جونستون مع المنتخب الاسكتلندي لكرة القدم في 23 مباراة.

## مرضه ووفاته

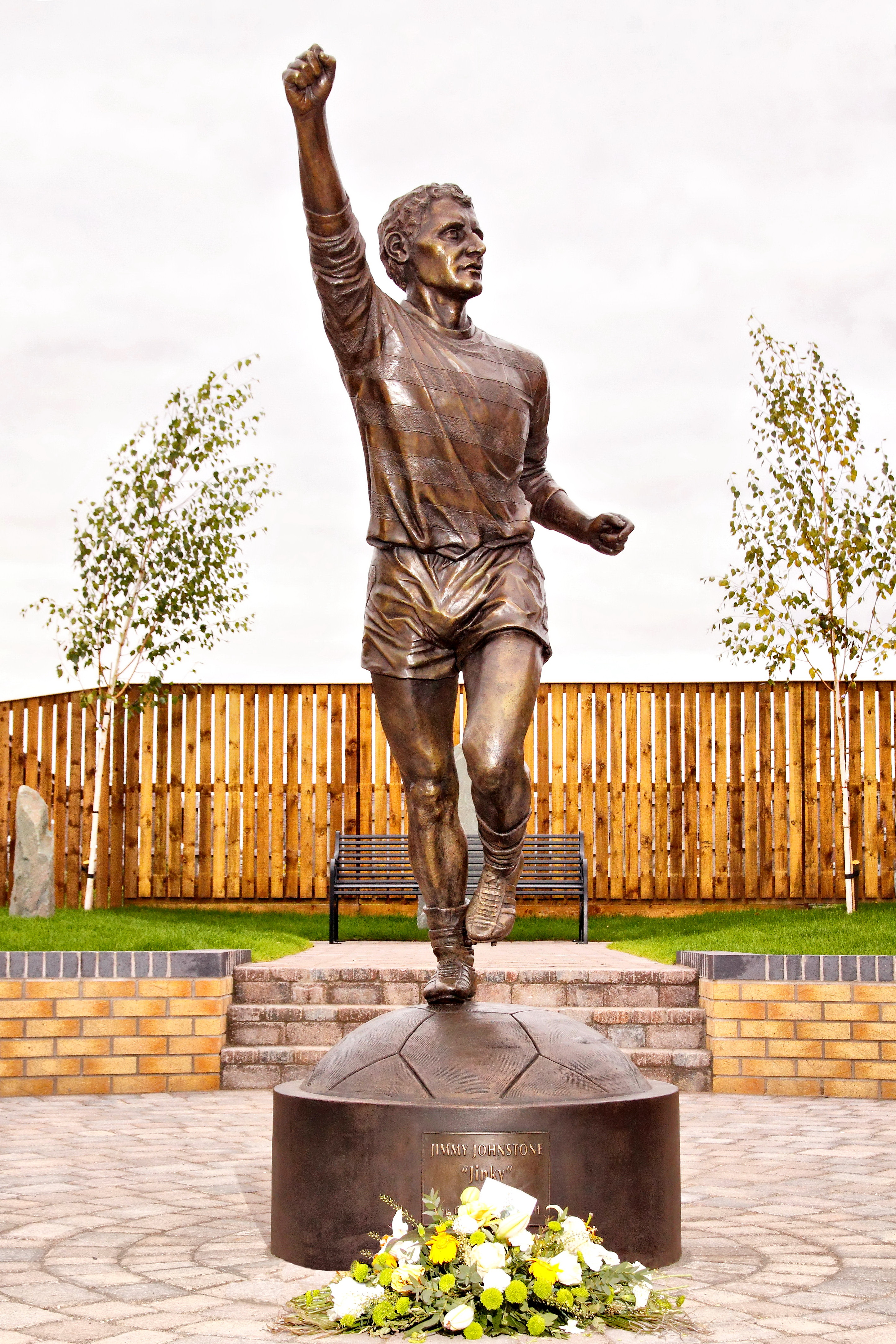
تمثال برونزي للاعب كرة القدم السلتي الأسطوري جيمي "جينكي" جونستون من تصميم النحات جون ماكينا. صنعه ماكينا في ورشة عمل البرونز الخاصة به في أيرشاير لحديقة جيمي جونستون التذكارية في فيو بارك، غلاسكو. تمثال برونزي بالحجم الطبيعي.

في نوفمبر 2001 اكتُشفت إصابة جونستون بالتصلب الجانبي الضموري، وفي مارس 2006 توفي في مدينة أودينغستن الأسكتلندية.

## روابط خارجية
- جيمي جونستون على موقع الاتحاد الدولي (مؤرشف)  (الإنجليزية)
- جيمي جونستون على موقع الاتحاد الأوربي (الإنجليزية)
- جيمي جونستون على موقع قاعدة بيانات كرة القدم.إي يو (الإنجليزية)
- جيمي جونستون على موقع ناشيونال فوتبول تيمز (الإنجليزية)
- جيمي جونستون قاعة قاعة إسكتلندا للمشاهير الرياضية (الإنجليزية)